# Éva Maros
Éva Maros   (Pécs, 3 de febrer de 1946) és una arpista hongaresa.
Com el seu germà, Maros Miklós, va néixer del primer matrimoni del seu pare, amb la violinista Klára Molnár.
De 1960 a 64 va ser alumna d'H. Rohmann al Conservatori Bartók Béla, i des de 1964 a l'Acadèmia de Música, va ser alumne de L. Hédy. Els seus mestres de cambra van ser A. Mihály i G. Kurtág. Va completar els seus estudis el 1972.
De 1968 a 1973 va tocar a l'Orquestra Filharmònica de Győr. El 1973 va ser membre convidat de l'Orquestra Hongaresa de l'Estat Hongarès. A partir de 1974 va tocar el clavicèmbal de l'Orquestra Simfònica de la Ràdio Hongaresa. Paral·lelament, ha estat membre de l'EAR (investigació electroacústica) des de 1991.
Les vetllades de cambra del trompetista György Geiger es van fer famoses el 1987. També es va convertir en la inspiració de moltes obres, com ara Trompeta silenciosa peça amb arpa de Mate Hollos. Es van fer diverses gravacions conjuntes. Va recomanar el concurs d'arpa de Frigyes Hidas i el doble concurs de clarinet-arpa d'István Láng a Éva Maros.
Maros Éva és una reconeguda col·leccionista d'art inspirat en la connexió amb M. Borsos des de la seva infantesa.

## Premis, reconeixements
- 1981 - Guanyadora del Premi de la Ràdio Hongaresa
- 1988 - Premi Inter-Lyra
- 1989 - Premi Artisjus
- 1993 - Premi Ferenc Liszt
- 1994 - Premi Artisjus

És una intèrpret convidada a l'International Harp Festival de Gödöllő des de 1999.